# Поланець (гміна)
Гміна Поланець (пол. Gmina Połaniec) — місько-сільська гміна у східній Польщі. Належить до Сташовського повіту Свентокшиського воєводства.
Станом на 31 грудня 2011 у гміні проживало 12046 осіб.

## Територія
Згідно з даними за 2007 рік площа гміни становила 74.92 км², у тому числі:
- орні землі: 62.00%
- ліси: 19.00%

Таким чином, площа гміни становить 8.10% площі повіту.

## Населення
Станом на 31 грудня 2011:
| Опис     | Загалом | Загалом | Чоловіки | Чоловіки | Жінки | Жінки |
| -------- | ------- | ------- | -------- | -------- | ----- | ----- |
| одиниця  | осіб    | %       | осіб     | %        | осіб  | %     |
| все      | 12046   | 100     | 5973     | 49.58    | 6073  | 50.42 |
| міське   | 8406    | 100     | 4134     | 49.18    | 4272  | 50.82 |
| сільське | 3640    | 100     | 1839     | 50.52    | 1801  | 49.48 |

## Сусідні гміни
Гміна Поланець межує з такими гмінами: Борова, Ґавлушовіце, Лубніце, Осек, Ритв'яни.